# Драгомир Драганов (историк)
Драгомир Драганов е български историк и политик, професор в Софийския университет.

## Биография
Роден е през 1948 г. в Плевен. През 1972 г. завършва история в Историческия факултет на Софийския университет. От 1974 г. е асистент, през 1984 г. е избран за доцент, а от 1996 е професор в Катедрата по нова и съвременна история на Историческия факултет на Софийския университет. През 1980 – 1983 г. е преподавател по история на славянските народи в Мадридския автономен университет, Испания. Избиран е за народен представител в VII велико народно събрание и XXXVIII народно събрание от Евролевицата. През 2007 г. е кандидат за кмет на София, издигнат от партия ЛИДЕР. Съосновател и активен деец на Атлантическия клуб. Почива на 30 декември 2019 г. в София.